# Campionato sudamericano femminile di pallavolo 1993
Il XX campionato sudamericano femminile di pallavolo si è svolto nel 1993 a Cuzco, in Perù. Al torneo hanno partecipato 6 squadre nazionali sudamericane e la vittoria finale è andata per la dodicesima volta al Perù.

## Squadre partecipanti
- Brasile
- Cile
- Colombia
- Perù
- Uruguay
- Venezuela

## Classifica finale
| Classifica | Squadre   |
| ---------- | --------- |
|            | Perù      |
|            | Brasile   |
|            | Venezuela |
| 4          | Colombia  |
| 5          | Cile      |
| 6          | Uruguay   |